# 1526
Il 1526 (MDXXVI in numeri romani) è un anno  del XVI secolo.

## Eventi
- gennaio – Martin Lutero pubblica la traduzione tedesca del suo De servo arbitrio.
- 14 gennaio – Trattato di Madrid - Accordo stipulato tra il re di Francia Francesco I di Valois e l'imperatore Carlo V d'Asburgo.
- 21 aprile – Babur diventa il primo Gran Mogol dell'Impero Moghul.
- 25 luglio – Battaglia di Camollia: le truppe senesi respingono l'attacco alla loro città da parte dell'esercito congiunto fiorentino-pontificio.
- 29 agosto – Battaglia di Mohács, in Ungheria Meridionale. I turchi di Solimano il Magnifico vincono gli ungheresi di Luigi II Jagellone; successivamente devastano il Paese compiendo numerosi massacri.
- Viene pubblicata la prima traduzione integrale in svedese del Nuovo Testamento, per opera di Laurentius Andreae, dei fratelli Laurentius, di Olaus Petri e di altri traduttori su incarico del re Gustavo I di Svezia, che anticipa quella integrale della cosiddetta Bibbia di Gustav Vasa del 1541.
- Lucas Vázquez de Ayllón viene incaricato dalla Spagna di colonizzare la Florida. Dopo aver imbarcato 500 coloni nell'isola di Hispaniola, però, decide di fondare un insediamento nella Carolina del Nord. Un anno dopo sarà costretto ad abbandonare la base dopo la morte di 350 coloni.

## Nati

### Gennaio
- 1º gennaio - Luigi Bertrando, religioso e missionario spagnolo († 1581)
- 25 gennaio - Adolfo di Holstein-Gottorp, nobile († 1586)

### Febbraio
- 19 febbraio - Carolus Clusius, botanico e docente francese († 1609)
- 23 febbraio - Niccolò Caetani di Sermoneta, cardinale e arcivescovo cattolico italiano († 1585)
- 23 febbraio - Gonçalo da Silveira, gesuita portoghese († 1561)

### Marzo
- 3 marzo - Astorre II Baglioni, condottiero italiano († 1571)
- 11 marzo - Heinrich Rantzau, astrologo, umanista e generale tedesco († 1598)

### Aprile
- 12 aprile - Marc-Antoine Muret, filologo classico e umanista francese († 1585)

### Giugno
- 4 giugno - Paolo Mini, medico e scrittore italiano († 1599)
- 9 giugno - Matsudaira Hirotada, militare giapponese († 1549)
- 14 giugno - Taqī al-Dīn Muḥammad ibn Maʿrūf, matematico, astronomo e inventore ottomano († 1585)
- 25 giugno - Elizabeth Brooke, nobildonna inglese († 1565)

### Luglio
- 9 luglio - Elisabetta d'Asburgo, principessa († 1545)
- 10 luglio - Philippe III de Croÿ, militare e nobile belga († 1595)
- 31 luglio - Augusto I di Sassonia, nobile († 1586)

### Agosto
- 18 agosto - Claudio di Guisa-Aumale, nobile francese († 1573)

### Settembre
- 23 settembre - Henry Manners, II conte di Rutland, nobile inglese († 1563)
- 26 settembre - Volfango del Palatinato-Zweibrücken, nobile tedesco († 1569)

### Ottobre
- 1º ottobre - Dorothy Stafford, nobile inglese († 1604)

### Novembre
- 1º novembre - Caterina Jagellona, principessa polacca († 1583)
- 30 novembre - Filippo III di Hanau-Münzenberg,  tedesco († 1561)

### Dicembre
- 8 dicembre - Wang Shizhen, scrittore, critico d'arte e politico cinese († 1590)
- 12 dicembre - Álvaro de Bazán, generale spagnolo († 1588)
- 28 dicembre - Anna Maria di Brandeburgo-Ansbach, principessa tedesca († 1589)

### Senza giorno specificato
- Manoel Álvares, gesuita portoghese († 1583)
- Azai Hisamasa, militare giapponese († 1573)
- Ignazio de Azevedo, gesuita portoghese († 1570)
- Rafael Bombelli, matematico e ingegnere italiano († 1572)
- Bâkî, poeta turco († 1600)
- Hubert Cailleau, pittore e miniatore francese († 1579)
- Diomede III Carafa, duca italiano († 1561)
- Pedro Chacón, matematico e teologo spagnolo († 1581)
- Juan Fernández de Navarrete, pittore spagnolo († 1579)
- Martin Garzez, militare spagnolo († 1601)
- Hubert Goltz, pittore, numismatico e antiquario fiammingo († 1583)
- Ikoma Chikamasa, militare giapponese († 1603)
- Onorato Lascaris di Ventimiglia, vescovo cattolico italiano († 1595)
- Olimpia Morata, umanista italiana († 1555)
- Nagao Masakage, militare giapponese († 1564)
- Niiro Tadamoto, militare giapponese († 1611)
- Marco degli Oddi, medico e filosofo italiano († 1591)
- Antonio Pagani, francescano italiano († 1589)
- Giovanni Pellesini, attore teatrale italiano
- Luigi Pico della Mirandola, nobile italiano († 1581)
- Camillo Porzio, storico e avvocato italiano († 1580)
- Martin Ruzé de Beaulieu, politico francese († 1613)
- Giandomenico Scamozzi, architetto italiano († 1582)
- Kenau Simonsdochter Hasselaer, mercante olandese († 1588)
- William Somerset, III conte di Worcester, nobile inglese († 1589)
- Suda Mitsuchika, militare giapponese († 1598)
- Sigismundus Suevus, matematico e teologo tedesco († 1596)
- Michele Tramezzino, editore italiano
- Tsuruhime,  giapponese († 1543)
- Pedro de Ursúa, esploratore spagnolo († 1561)
- Giovanni Battista Zelotti, pittore italiano († 1578)
- Gabriel de Zayas, politico spagnolo († 1593)
- Özdemiroğlu Osman Pascià, militare e politico ottomano († 1585)

## Morti

### Gennaio
- 13 gennaio - Andrea Fusina, scultore italiano (n. 1470)
- 19 gennaio - Isabella d'Asburgo (n. 1501)
- 28 gennaio - Elisabetta Gonzaga, mecenate italiana (n. 1471)

### Febbraio
- 10 febbraio - Giovanni V di Oldenburg, nobile tedesco (n. 1460)
- 10 febbraio - Bernardo Zenale, pittore e architetto italiano

### Marzo
- 15 marzo - Charles Somerset, I conte di Worcester, nobile inglese (n. 1460)

### Aprile
- 21 aprile - Gil González Dávila, esploratore spagnolo (n. 1480)
- 21 aprile - Ibrāhīm Lodī, sultano indiano (n. 1480)

### Maggio
- 11 maggio - Juan Gil de Hontañón, architetto spagnolo (n. 1480)
- 19 maggio - Go-Kashiwabara, imperatore giapponese (n. 1464)

### Giugno
- 4 giugno - Francisco Fernández de la Cueva, nobile spagnolo (n. 1467)

### Luglio
- 30 luglio - García Jofre de Loaísa, esploratore spagnolo (n. 1490)

### Agosto
- 4 agosto - Juan Sebastián Elcano, navigatore spagnolo
- 14 agosto - Pietro Summonte, umanista italiano (n. 1453)
- 15 agosto - Giulio Manfrone, condottiero italiano
- 28 agosto - Hürrem Pascià, politico ottomano
- 29 agosto - Luigi II d'Ungheria e Boemia, re ungherese (n. 1506)
- 29 agosto - Stefan Schlick (n. 1487)
- 29 agosto - Pál Tomori, generale e arcivescovo cattolico ungherese (n. 1475)
- 29 agosto - György Zápolya, generale e nobile ungherese (n. 1488)

### Settembre
- 20 settembre - Felice da Corsano, religioso italiano

### Ottobre
- 18 ottobre - Lucas Vázquez de Ayllón, esploratore spagnolo
- 20 ottobre - Bianca Maria Scapardone, nobildonna italiana

### Novembre
- 5 novembre - Scipione del Ferro, matematico italiano (n. 1465)
- 13 novembre - Matteo Prandone, condottiero italiano
- 25 novembre - Benedetto Giraldi della Rovere, condottiero italiano
- 30 novembre - Giovanni delle Bande Nere, condottiero italiano (n. 1498)

### Dicembre
- 25 dicembre - Bernardino I di Savoia-Racconigi, marchese

### Senza giorno specificato
- Alessio Agliardi, ingegnere e architetto italiano (n. 1443)
- Sebastián de Almonacid, scultore spagnolo (n. 1460)
- Marino Becichemo, letterato e oratore albanese (n. 1468)
- Gian Francesco Bembo, pittore italiano
- Anna Cabrera Ximénez, nobile italiana (n. 1460)
- Andrea Carafa, condottiero italiano
- Caterina di Pomerania-Wolgast, nobile tedesca (n. 1465)
- Diego Colombo, esploratore portoghese
- Davide X di Cartalia, sovrano georgiano (n. 1482)
- Pandolfo Fancelli, scultore italiano
- Andrea Ferrucci, scultore italiano (n. 1465)
- Conrad Grebel, teologo svizzero (n. 1498)
- Francisco Hernández de Córdoba, esploratore spagnolo
- Joannicus I di Costantinopoli, arcivescovo ortodosso greco
- Maestro di Giacomo IV di Scozia, miniatore e pittore fiammingo (n. 1485)
- Francesco Melanzio, pittore italiano (n. 1465)
- Ninan Cuyuchi, principe inca
- Borghese Petrucci, politico italiano (n. 1490)
- Pietro Martire d'Anghiera, storico italiano (n. 1457)
- Jörg Ratgeb, pittore tedesco
- Eucario Rodione, medico tedesco
- Bernardo di Stefano Rosselli, pittore italiano (n. 1450)
- Giovanni Angelo Scinzenzeler, editore e umanista italiano
- Ermes Stampa, vescovo cattolico italiano
- Al-Hadi ben Isa, mistico marocchino (n. 1467)
- Giulio Tassoni Estense, nobile e condottiero italiano
- Jacopo Torni, scultore, architetto e pittore italiano (n. 1476)
- Juan Velázquez Tlacotzin,  azteco
- Muhammad al-Burtuqali, sultano marocchino (n. 1464)

## Calendario
| Calendario 1526 | Calendario 1526 | Calendario 1526 | Calendario 1526 | Calendario 1526 | Calendario 1526 | Calendario 1526 | Calendario 1526 | Calendario 1526 | Calendario 1526 | Calendario 1526 | Calendario 1526 | Calendario 1526 | Calendario 1526 | Calendario 1526 | Calendario 1526 | Calendario 1526 | Calendario 1526 | Calendario 1526 | Calendario 1526 | Calendario 1526 | Calendario 1526 | Calendario 1526 | Calendario 1526 | Calendario 1526 | Calendario 1526 | Calendario 1526 | Calendario 1526 | Calendario 1526 | Calendario 1526 | Calendario 1526 | Calendario 1526 | Calendario 1526 |
| --------------- | --------------- | --------------- | --------------- | --------------- | --------------- | --------------- | --------------- | --------------- | --------------- | --------------- | --------------- | --------------- | --------------- | --------------- | --------------- | --------------- | --------------- | --------------- | --------------- | --------------- | --------------- | --------------- | --------------- | --------------- | --------------- | --------------- | --------------- | --------------- | --------------- | --------------- | --------------- | --------------- |
|                 | 1               | 2               | 3               | 4               | 5               | 6               | 7               | 8               | 9               | 10              | 11              | 12              | 13              | 14              | 15              | 16              | 17              | 18              | 19              | 20              | 21              | 22              | 23              | 24              | 25              | 26              | 27              | 28              | 29              | 30              | 31              |                 |
| Gennaio         | Lu              | Ma              | Me              | Gi              | Ve              | Sa              | Do              | Lu              | Ma              | Me              | Gi              | Ve              | Sa              | Do              | Lu              | Ma              | Me              | Gi              | Ve              | Sa              | Do              | Lu              | Ma              | Me              | Gi              | Ve              | Sa              | Do              | Lu              | Ma              | Me              |                 |
| Febbraio        | Gi              | Ve              | Sa              | Do              | Lu              | Ma              | Me              | Gi              | Ve              | Sa              | Do              | Lu              | Ma              | Me              | Gi              | Ve              | Sa              | Do              | Lu              | Ma              | Me              | Gi              | Ve              | Sa              | Do              | Lu              | Ma              | Me              |                 |                 |                 |                 |
| Marzo           | Gi              | Ve              | Sa              | Do              | Lu              | Ma              | Me              | Gi              | Ve              | Sa              | Do              | Lu              | Ma              | Me              | Gi              | Ve              | Sa              | Do              | Lu              | Ma              | Me              | Gi              | Ve              | Sa              | Do              | Lu              | Ma              | Me              | Gi              | Ve              | Sa              |                 |
| Aprile          | Do              | Lu              | Ma              | Me              | Gi              | Ve              | Sa              | Do              | Lu              | Ma              | Me              | Gi              | Ve              | Sa              | Do              | Lu              | Ma              | Me              | Gi              | Ve              | Sa              | Do              | Lu              | Ma              | Me              | Gi              | Ve              | Sa              | Do              | Lu              |                 |                 |
| Maggio          | Ma              | Me              | Gi              | Ve              | Sa              | Do              | Lu              | Ma              | Me              | Gi              | Ve              | Sa              | Do              | Lu              | Ma              | Me              | Gi              | Ve              | Sa              | Do              | Lu              | Ma              | Me              | Gi              | Ve              | Sa              | Do              | Lu              | Ma              | Me              | Gi              |                 |
| Giugno          | Ve              | Sa              | Do              | Lu              | Ma              | Me              | Gi              | Ve              | Sa              | Do              | Lu              | Ma              | Me              | Gi              | Ve              | Sa              | Do              | Lu              | Ma              | Me              | Gi              | Ve              | Sa              | Do              | Lu              | Ma              | Me              | Gi              | Ve              | Sa              |                 |                 |
| Luglio          | Do              | Lu              | Ma              | Me              | Gi              | Ve              | Sa              | Do              | Lu              | Ma              | Me              | Gi              | Ve              | Sa              | Do              | Lu              | Ma              | Me              | Gi              | Ve              | Sa              | Do              | Lu              | Ma              | Me              | Gi              | Ve              | Sa              | Do              | Lu              | Ma              |                 |
| Agosto          | Me              | Gi              | Ve              | Sa              | Do              | Lu              | Ma              | Me              | Gi              | Ve              | Sa              | Do              | Lu              | Ma              | Me              | Gi              | Ve              | Sa              | Do              | Lu              | Ma              | Me              | Gi              | Ve              | Sa              | Do              | Lu              | Ma              | Me              | Gi              | Ve              |                 |
| Settembre       | Sa              | Do              | Lu              | Ma              | Me              | Gi              | Ve              | Sa              | Do              | Lu              | Ma              | Me              | Gi              | Ve              | Sa              | Do              | Lu              | Ma              | Me              | Gi              | Ve              | Sa              | Do              | Lu              | Ma              | Me              | Gi              | Ve              | Sa              | Do              |                 |                 |
| Ottobre         | Lu              | Ma              | Me              | Gi              | Ve              | Sa              | Do              | Lu              | Ma              | Me              | Gi              | Ve              | Sa              | Do              | Lu              | Ma              | Me              | Gi              | Ve              | Sa              | Do              | Lu              | Ma              | Me              | Gi              | Ve              | Sa              | Do              | Lu              | Ma              | Me              |                 |
| Novembre        | Gi              | Ve              | Sa              | Do              | Lu              | Ma              | Me              | Gi              | Ve              | Sa              | Do              | Lu              | Ma              | Me              | Gi              | Ve              | Sa              | Do              | Lu              | Ma              | Me              | Gi              | Ve              | Sa              | Do              | Lu              | Ma              | Me              | Gi              | Ve              |                 |                 |
| Dicembre        | Sa              | Do              | Lu              | Ma              | Me              | Gi              | Ve              | Sa              | Do              | Lu              | Ma              | Me              | Gi              | Ve              | Sa              | Do              | Lu              | Ma              | Me              | Gi              | Ve              | Sa              | Do              | Lu              | Ma              | Me              | Gi              | Ve              | Sa              | Do              | Lu              |                 |